# Nederlandske premierministre
Dette er en liste over nederlandske premierministre. Nederlandenes nuværende premierminister er Mark Rutte, som er medlem af Folkepartiet for Frihed og Demokrati (VVD). Mark Rutte blev premierminister 14. oktober 2010.

## Premierministre (siden 1848)
| Portræt            | Portræt                         | Navn                                             | Embedsperiode     | Embedsperiode             | Embedsperiode | Politisk parti                                                                 | Valg                                | Kabinet                                          | Kabinet                       | Monark                  |
| Portræt            | Portræt                         | Navn                                             | Tiltrædelse       | Afgang                    | Dage          | Politisk parti                                                                 | Valg                                | Navn                                             | Sammensætning                 | Monark                  |
| ------------------ | ------------------------------- | ------------------------------------------------ | ----------------- | ------------------------- | ------------- | ------------------------------------------------------------------------------ | ----------------------------------- | ------------------------------------------------ | ----------------------------- | ----------------------- |
|                    |                                 | Grev Gerrit Schimmelpenninck (1794–1863)         | 25. marts 1848    | 17. maj 1848              | 53            | Uafhængig (Liberal)                                                            | —                                   | Regeringen Schimmelpenninck                      | Konservativ                   | Vilhelm II (1840–1849)  |
|                    |                                 | Jacob de Kempenaer (1793–1870)                   | 21. november 1848 | 1. november 1849          | 345           | Uafhængig (Liberal)                                                            | 1848                                | Regeringen De Kempenaer— Donker Curtius          | Liberal                       | Vilhelm II (1840–1849)  |
|                    |                                 | Dr. Johan Rudolph Thorbecke (1798–1872)          | 1. november 1849  | 19. april 1853            | 1265          | Uafhængig (Liberal)                                                            | 1850 1852                           | Regeringen Thorbecke I                           | Liberal                       | Vilhelm III (1849–1890) |
|                    |                                 | Baron Floris Adriaan van Hall (1791–1866)        | 19. april 1853    | 1. juli 1856              | 1169          | Uafhængig (Liberal)                                                            | 1853                                | Regeringen Van Hall— Donker Curtius              | Konservativ                   | Vilhelm III (1849–1890) |
|                    |                                 | Justinus van der Brugghen (1804–1863)            | 1. juli 1856      | 18. marts 1858            | 625           | Uafhængig (Kristendemokrat)                                                    | 1856                                | Regeringen Van de Brugghen                       | Konservativ                   | Vilhelm III (1849–1890) |
|                    |                                 | Jan Jacob Rochussen (1797–1871)                  | 18. marts 1858    | 23. februar 1860          | 707           | Uafhængig (Konservativ)                                                        | 1858                                | Regeringen Rochussen                             | Liberalkonservativ            | Vilhelm III (1849–1890) |
|                    |                                 | Baron Floris Adriaan van Hall (1791–1866)        | 23. februar 1860  | 14. marts 1861            | 385           | Uafhængig (Liberal)                                                            | 1860                                | Regeringen Van Hall— Van Heemstra                | Liberalkonservativ            | Vilhelm III (1849–1890) |
|                    |                                 | Baron Jacob van Zuylen van Nijevelt (1816–1890)  | 14. marts 1861    | 10. november 1861         | 241           | Uafhængig (Liberal)                                                            | —                                   | Regeringen Van Zuylen van Nijevelt— Van Heemstra | Liberalkonservativ            | Vilhelm III (1849–1890) |
|                    |                                 | Baron Schelto van Heemstra (1807–1864)           | 10. november 1861 | 1. februar 1862           | 83            | Uafhængig (Liberal)                                                            | —                                   | Regeringen Van Zuylen van Nijevelt— Van Heemstra | Liberalkonservativ            | Vilhelm III (1849–1890) |
|                    |                                 | Dr. Johan Rudolph Thorbecke (1798–1872)          | 1. februar 1862   | 10. februar 1866          | 1470          | Uafhængig (Liberal)                                                            | 1862                                | Regeringen Thorbecke II                          | Liberal                       | Vilhelm III (1849–1890) |
|                    |                                 | Isaäc Dignus Fransen van de Putte (1822–1902)    | 10. februar 1866  | 1. juni 1866              | 111           | Uafhængig (Liberal)                                                            | —                                   | Regeringen Fransen van de Putte                  | Liberal                       | Vilhelm III (1849–1890) |
|                    |                                 | Grev Julius van Zuylen van Nijevelt (1819–1894)  | 1. juni 1866      | 4. juni 1868              | 734           | Uafhængig (Konservativ)                                                        | 1866                                | Regeringen Van Zuylen van Nijevelt               | Konservativ                   | Vilhelm III (1849–1890) |
|                    |                                 | Pieter Philip van Bosse (1809–1879)              | 4. juni 1868      | 4. januar 1871            | 944           | Uafhængig (Liberal)                                                            | 1868 1869                           | Regeringen Van Bosse— Fock                       | Liberal                       | Vilhelm III (1849–1890) |
|                    |                                 | Dr. Johan Rudolph Thorbecke (1798–1872)          | 4. januar 1871    | 4. juni 1872 (døde)       | 517           | Uafhængig (Liberal)                                                            | 1871                                | Regeringen Thorbecke III                         | Liberal                       | Vilhelm III (1849–1890) |
|                    |                                 | Gerrit de Vries (1818–1900)                      | 4. juni 1872      | 27. august 1874           | 814           | Uafhængig (Liberal)                                                            | 1873                                | Regeringen De Vries— Fransen van de Putte        | Liberal                       | Vilhelm III (1849–1890) |
|                    |                                 | Dr. Jan Heemskerk (1818–1897)                    | 27. august 1874   | 3. november 1877          | 1164          | Uafhængig (Konservativ)                                                        | 1875                                | Regeringen Heemskerk— Van Lynden van Sandenburg  | Konservativ                   | Vilhelm III (1849–1890) |
|                    |                                 | Jan Kappeyne van de Coppello (1822–1895)         | 3. november 1877  | 20. august 1879           | 655           | Uafhængig (Liberal)                                                            | 1877                                | Regeringen Kappeyne van de Coppello              | Liberal                       | Vilhelm III (1849–1890) |
|                    |                                 | Grev Theo van Lynden van Sandenburg (1822–1895)  | 20. august 1879   | 23. april 1883            | 1342          | Uafhængig (Kristendemokrat)                                                    | 1879                                | Regeringen Van Lynden van Sandenburg             | Liberal                       | Vilhelm III (1849–1890) |
|                    |                                 | Dr. Jan Heemskerk (1818–1897)                    | 23. april 1883    | 20. april 1888            | 1824          | Uafhængig (Konservativ)                                                        | 1883 1884 1886 1887                 | Regeringen J. Heemskerk                          | Liberal                       | Vilhelm III (1849–1890) |
|                    |                                 | Baron Aeneas Mackay (1839–1909)                  | 20. april 1888    | 21. august 1891           | 1218          | Det Antirevolutionære Parti (ARP)                                              | 1888                                | Regeringen Mackay                                | Kristendemokratisk            | Vilhelm III (1849–1890) |
|                    |                                 | Gijsbert van Tienhoven (1841–1914)               | 21. august 1891   | 9. maj 1894               | 992           | Uafhængig (Liberal)                                                            | 1891                                | Regeringen Van Tienhoven                         | Liberal                       | Vilhelmine (1890–1948)  |
|                    |                                 | Junker Joan Röell (1844–1914)                    | 9. maj 1894       | 27. juli 1897             | 1175          | Uafhængig (Liberal)                                                            | 1894                                | Regeringen Röell                                 | Liberal                       | Vilhelmine (1890–1948)  |
|                    |                                 | Nicolaas Pierson (1839–1909)                     | 27. juli 1897     | 1. august 1901            | 1465          | Liberal Union                                                                  | 1897                                | Regeringen Pierson                               | Liberal                       | Vilhelmine (1890–1948)  |
|                    |                                 | Dr. Abraham Kuyper (1837–1920)                   | 1. august 1901    | 17. august 1905           | 1477          | Det Antirevolutionære Parti (ARP)                                              | 1901                                | Regeringen Kuyper                                | Kristendemokratisk            | Vilhelmine (1890–1948)  |
|                    |                                 | Theo de Meester (1851–1919)                      | 17. august 1905   | 12. februar 1908          | 909           | Liberal Union                                                                  | 1905                                | Regeringen De Meester                            | Liberal                       | Vilhelmine (1890–1948)  |
|                    |                                 | Theo Heemskerk (1852–1932)                       | 12. februar 1908  | 29. august 1913           | 2025          | Det Antirevolutionære Parti (ARP)                                              | 1909                                | Regeringen T. Heemskerk                          | Kristendemokratisk            | Vilhelmine (1890–1948)  |
|                    |                                 | Dr. Pieter Cort van der Linden (1846–1935)       | 29. august 1913   | 9. september 1918         | 1837          | Uafhængig (Liberal)                                                            | 1913 1917                           | Regeringen Cort van der Linden                   | Liberal                       | Vilhelmine (1890–1948)  |
|                    |                                 | Junker Charles Ruijs de Beerenbrouck (1873–1936) | 9. september 1918 | 18. september 1922        | 2521          | Det Katolske Statsparti (RKSP)                                                 | 1918                                | Regeringen Ruijs de B. I                         | RKSP – ARP – CHU              | Vilhelmine (1890–1948)  |
| 18. september 1922 | 4. august 1925                  | Junker Charles Ruijs de Beerenbrouck (1873–1936) | 1922              | Regeringen Ruijs de B. II | 2521          | Det Katolske Statsparti (RKSP)                                                 |                                     |                                                  | RKSP – ARP – CHU              | Vilhelmine (1890–1948)  |
|                    |                                 | Hendrikus Colijn (1869–1944)                     | 4. august 1925    | 8. marts 1926             | 216           | Det Antirevolutionære Parti (ARP)                                              | 1925                                | Regeringen Colijn I                              | RKSP – ARP – CHU              | Vilhelmine (1890–1948)  |
|                    |                                 | Junker Dirk Jan de Geer (1870–1960)              | 8. marts 1926     | 10. august 1929           | 1251          | Kristenhistorisk Union (CHU)                                                   | —                                   | Regeringen De Geer I                             | RKSP – ARP – CHU              | Vilhelmine (1890–1948)  |
|                    |                                 | Junker Charles Ruijs de Beerenbrouck (1873–1936) | 10. august 1929   | 26. maj 1933              | 1385          | Det Katolske Statsparti (RKSP)                                                 | 1929                                | Regeringen Ruijs de B. III                       | RKSP – ARP – CHU              | Vilhelmine (1890–1948)  |
|                    |                                 | Dr. Hendrikus Colijn (1869–1944)                 | 26. maj 1933      | 31. juli 1935             | 2267          | Det Antirevolutionære Parti (ARP)                                              | 1933                                | Regeringen Colijn II                             | RKSP – ARP – CHU – LSP – VDB  | Vilhelmine (1890–1948)  |
| 31. juli 1935      | 24. juni 1937                   | Dr. Hendrikus Colijn (1869–1944)                 | —                 | Regeringen Colijn III     | 2267          | Det Antirevolutionære Parti (ARP)                                              |                                     |                                                  | RKSP – ARP – CHU – LSP – VDB  | Vilhelmine (1890–1948)  |
| 24. juni 1937      | 25. juli 1939                   | Dr. Hendrikus Colijn (1869–1944)                 | 1937              | Regeringen Colijn IV      | 2267          | Det Antirevolutionære Parti (ARP)                                              | RKSP – ARP – CHU                    |                                                  |                               | Vilhelmine (1890–1948)  |
| 25. juli 1939      | 10. august 1939                 | Dr. Hendrikus Colijn (1869–1944)                 | —                 | Regeringen Colijn V       | 2267          | Det Antirevolutionære Parti (ARP)                                              | ARP – CHU – LSP                     |                                                  |                               | Vilhelmine (1890–1948)  |
|                    |                                 | Junker Dirk Jan de Geer (1870–1960)              | 10. august 1939   | 3. september 1940         | 390           | Kristenhistorisk Union (CHU)                                                   | —                                   | Regeringen De Geer II                            | RKSP – SDAP – ARP – CHU – VDB | Vilhelmine (1890–1948)  |
|                    |                                 | Dr. Pieter Sjoerds Gerbrandy (1885–1961)         | 3. september 1940 | 28. juli 1941             | 1756          | Det Antirevolutionære Parti (ARP)                                              | —                                   | Regeringen Gerbrandy I                           | RKSP – SDAP – ARP – CHU – VDB | Vilhelmine (1890–1948)  |
| 28. juli 1941      | 23. februar 1945                | Dr. Pieter Sjoerds Gerbrandy (1885–1961)         | —                 | Regeringen Gerbrandy II   | 1756          | Det Antirevolutionære Parti (ARP)                                              | RKSP – SDAP – ARP – CHU – LSP – VDB |                                                  |                               | Vilhelmine (1890–1948)  |
| 23. februar 1945   | 25. juni 1945                   | Dr. Pieter Sjoerds Gerbrandy (1885–1961)         | —                 | Regeringen Gerbrandy III  | 1756          | Det Antirevolutionære Parti (ARP)                                              | RKSP – ARP – VDB                    |                                                  |                               | Vilhelmine (1890–1948)  |
|                    |                                 | Dr. Willem Schermerhorn (1894–1977)              | 25. juni 1945     | 3. juli 1946              | 373           | Frisindet Demokratisk Forbund (VDB) indtil 1946                                | —                                   | Regeringen Schermerhorn— Drees                   | VDB – SDAP – KVP – ARP        | Vilhelmine (1890–1948)  |
|                    | Arbejderpartiet (PvdA) fra 1946 | Dr. Willem Schermerhorn (1894–1977)              | 25. juni 1945     | 3. juli 1946              | 373           |                                                                                | —                                   | Regeringen Schermerhorn— Drees                   | VDB – SDAP – KVP – ARP        | Vilhelmine (1890–1948)  |
|                    |                                 | Dr. Louis Beel (1902–1977)                       | 3. juli 1946      | 7. august 1948            | 766           | Katolsk Folkeparti (KVP)                                                       | 1946                                | Regeringen Beel I                                | KVP – PvdA                    | Vilhelmine (1890–1948)  |
|                    |                                 | Dr. Willem Drees (1886-1988)                     | 7. august 1948    | 15. marts 1951            | 3789          | Arbejderpartiet (PvdA)                                                         | 1948                                | Regeringen Drees— Van Schaik                     | PvdA – KVP – CHU – VVD        | Juliana (1948–1980)     |
| 15. marts 1951     | 2. september 1952               | Dr. Willem Drees (1886-1988)                     | —                 | Regeringen Drees I (II)   | 3789          | Arbejderpartiet (PvdA)                                                         | PvdA – KVP – ARP – CHU              |                                                  |                               | Juliana (1948–1980)     |
| 2. september 1952  | 13. oktober 1956                | Dr. Willem Drees (1886-1988)                     | 1952              | Regeringen Drees II (III) | 3789          | Arbejderpartiet (PvdA)                                                         | PvdA – KVP – ARP – CHU              |                                                  |                               | Juliana (1948–1980)     |
| 13. oktober 1956   | 22. december 1958               | Dr. Willem Drees (1886-1988)                     | 1956              | Regeringen Drees III (IV) | 3789          | Arbejderpartiet (PvdA)                                                         | PvdA – KVP – ARP – CHU              |                                                  |                               | Juliana (1948–1980)     |
|                    |                                 | Dr. Louis Beel (1902–1977)                       | 22. december 1958 | 19. maj 1959              | 148           | Katolsk Folkeparti (KVP)                                                       | —                                   | Regeringen Beel II                               | KVP – ARP – CHU               | Juliana (1948–1980)     |
|                    |                                 | Dr. Jan de Quay (1901–1985)                      | 19. maj 1959      | 24. juli 1963             | 1527          | Katolsk Folkeparti (KVP)                                                       | 1959                                | Regeringen De Quay                               | KVP – ARP – CHU – VVD         | Juliana (1948–1980)     |
|                    |                                 | Victor Marijnen (1917–1975)                      | 24. juli 1963     | 14. april 1965            | 630           | Katolsk Folkeparti (KVP)                                                       | 1963                                | Regeringen Marijnen                              | KVP – ARP – CHU – VVD         | Juliana (1948–1980)     |
|                    |                                 | Jo Cals (1914–1971)                              | 14. april 1965    | 22. november 1966         | 587           | Katolsk Folkeparti (KVP)                                                       | —                                   | Regeringen Cals                                  | KVP – ARP – PvdA              | Juliana (1948–1980)     |
|                    |                                 | Dr. Jelle Zijlstra (1918–2001)                   | 22. november 1966 | 5. april 1967             | 134           | Det Antirevolutionære Parti (ARP)                                              | —                                   | Regeringen Zijlstra                              | ARP – KVP                     | Juliana (1948–1980)     |
|                    |                                 | Piet de Jong (1915–2016)                         | 5. april 1967     | 6. juli 1971              | 1553          | Katolsk Folkeparti (KVP)                                                       | 1967                                | Regeringen De Jong                               | KVP – ARP – CHU – VVD         | Juliana (1948–1980)     |
|                    |                                 | Barend Biesheuvel (1920–2001)                    | 6. juli 1971      | 9. august 1972            | 675           | Det Antirevolutionære Parti (ARP)                                              | 1971                                | Regeringen Biesheuvel I                          | ARP – KVP – CHU – VVD – DS70  | Juliana (1948–1980)     |
| 9. august 1972     | 11. maj 1973                    | Barend Biesheuvel (1920–2001)                    | —                 | Regeringen Biesheuvel II  | 675           | Det Antirevolutionære Parti (ARP)                                              | ARP – KVP – CHU – VVD               |                                                  |                               | Juliana (1948–1980)     |
|                    |                                 | Joop den Uyl (1919–1987)                         | 11. maj 1973      | 19. december 1977         | 1683          | Arbejderpartiet (PvdA)                                                         | 1972                                | Regeringen Den Uyl                               | PvdA – KVP – ARP – D66 – PPR  | Juliana (1948–1980)     |
|                    |                                 | Dries van Agt (født 1931)                        | 19. december 1977 | 11. september 1981        | 1781          | Katolsk Folkeparti (KVP) indtil 1980 Kristendemokratisk Appel (CDA) efter 1980 | 1977                                | Regeringen Van Agt I                             | CDA – VVD                     | Juliana (1948–1980)     |
| 11. september 1981 | 29. maj 1982                    | Dries van Agt (født 1931)                        | 1981              | Regeringen Van Agt II     | 1781          | Katolsk Folkeparti (KVP) indtil 1980 Kristendemokratisk Appel (CDA) efter 1980 | CDA – PvdA – D66                    | Beatrix (1980–2013)                              |                               |                         |
| 29. maj 1982       | 4. november 1982                | Dries van Agt (født 1931)                        | —                 | Regeringen Van Agt III    | 1781          | Katolsk Folkeparti (KVP) indtil 1980 Kristendemokratisk Appel (CDA) efter 1980 | CDA – D66                           | Beatrix (1980–2013)                              |                               |                         |
|                    |                                 | Ruud Lubbers (1939–2018)                         | 4. november 1982  | 14. juli 1986             | 4309          | Kristendemokratisk Appel (CDA)                                                 | 1982                                | Beatrix (1980–2013)                              | Regeringen Lubbers I          | CDA – VVD               |
| 14. juli 1986      | 7. november 1989                | Ruud Lubbers (1939–2018)                         | 1986              | Regeringen Lubbers II     | 4309          | Kristendemokratisk Appel (CDA)                                                 |                                     | Beatrix (1980–2013)                              |                               | CDA – VVD               |
| 7. november 1989   | 22. august 1994                 | Ruud Lubbers (1939–2018)                         | 1989              | Regeringen Lubbers III    | 4309          | Kristendemokratisk Appel (CDA)                                                 | CDA – PvdA                          | Beatrix (1980–2013)                              |                               |                         |
|                    |                                 | Wim Kok (1938-2018)                              | 22. august 1994   | 3. august 1998            | 2891          | Arbejderpartiet (PvdA)                                                         | 1994                                | Beatrix (1980–2013)                              | Regeringen Kok I              | PvdA – VVD – D66        |
| 3. august 1998     | 22. juli 2002                   | Wim Kok (1938-2018)                              | 1998              | Regeringen Kok II         | 2891          | Arbejderpartiet (PvdA)                                                         |                                     | Beatrix (1980–2013)                              |                               | PvdA – VVD – D66        |
|                    |                                 | Dr. Jan Peter Balkenende (født 1956)             | 22. juli 2002     | 27. maj 2003              | 3006          | Kristendemokratisk Appel (CDA)                                                 | 2002                                | Beatrix (1980–2013)                              | Regeringen Balkenende I       | CDA – LPF – VVD         |
| 27. maj 2003       | 7. juli 2006                    | Dr. Jan Peter Balkenende (født 1956)             | 2003              | Regeringen Balkenende II  | 3006          | Kristendemokratisk Appel (CDA)                                                 | CDA – VVD – D66                     | Beatrix (1980–2013)                              |                               |                         |
| 7. juli 2006       | 22. februar 2007                | Dr. Jan Peter Balkenende (født 1956)             | —                 | Regeringen Balkenende III | 3006          | Kristendemokratisk Appel (CDA)                                                 | CDA – VVD                           | Beatrix (1980–2013)                              |                               |                         |
| 22. februar 2007   | 14. oktober 2010                | Dr. Jan Peter Balkenende (født 1956)             | 2006              | Regeringen Balkenende IV  | 3006          | Kristendemokratisk Appel (CDA)                                                 | CDA – PvdA – CU                     | Beatrix (1980–2013)                              |                               |                         |
|                    |                                 | Mark Rutte (født 1967)                           | 14. oktober 2010  | 5. november 2012          | 5376          | Folkepartiet for Frihed og Demokrati (VVD)                                     | 2010                                | Beatrix (1980–2013)                              | Regeringen Rutte I            | VVD – CDA               |
| 5. november 2012   | 26. oktober 2017                | Mark Rutte (født 1967)                           | 2012              | Regeringen Rutte II       | 5376          | Folkepartiet for Frihed og Demokrati (VVD)                                     | VVD – PvdA                          | Willem-Alexander (2013–)                         |                               |                         |
| 26. oktober 2017   | Siddende statsminister          | Mark Rutte (født 1967)                           | 2017              | Regeringen Rutte III      | 5376          | Folkepartiet for Frihed og Demokrati (VVD)                                     | VVD – CDA – D66 – CU                | Willem-Alexander (2013–)                         |                               |                         |